# エンケファリン
エンケファリン(enkephalin)は、オピオイド（内在性のアヘン類縁物質）の一種。5つのアミノ酸からなるペプチドである。C末端のアミノ酸がメチオニンのものと、ロイシンのものと2種類が存在する。1975年に発見された。
- メチオニン-エンケファリン(Met-enkephalin):Tyr-Gly-Gly-Phe-Met
- ロイシン-エンケファリン(Leu-enkephalin):Tyr-Gly-Gly-Phe-Leu

プロエンケファリン遺伝子 (Penk1) が両方をコードしており、前駆体タンパクが翻訳後にプロセシングを受けてエンケファリンが作られる。
ロイシン-エンケファリンについては、プロダイノルフィン遺伝子 (Pdyn) 産物である前駆体からも作られる。